# Eva Jaisli
Eva Jaisli ou Eva Jaisli Baumann, née en 1958 à Berne, est une entrepreneuse suisse, directrice et copropriétaire de PB Swiss Tools (de) à Wasen, dans l'Emmental, et membre d'organisations patronales comme Swissmem et Économiesuisse.
Elle défend les avantages de la diversité et de l'ancrage local pour les entreprises.

## Biographie

### Enfance, études et famille
Eva Jaisli naît en 1958 à Berne. Elle grandit à Langenthal dans une famille travaillant dans le domaine du bois (commerce et menuiserie),,.
Elle obtient un brevet d'enseignement dans le canton de Berne en 1981, puis fait des études en psychologie à l'Université de Boston ainsi que dans le travail social à la Haute école pédagogique de Berne. Elle obtient plus tard, après une formation continue suivie de 2008 à 2009, un MBA en marketing international.
Elle est mariée à Max Baumann et mère de quatre enfants.

### Parcours professionnel
Elle travaille comme cheffe de projet pour le service économique de la ville de Berne entre 1985 et 1988 avant de devenir professeure et membre de la direction de la Haute école spécialisée bernoise (1992-1997).
Elle travaille depuis 1996 ou 1997 chez PB Swiss Tools (en) (PB Baumann jusqu'en 2015, fondée en 1878 par l'arrière-grand-père de son mari), une entreprise produisant des tournevis et autres outils. Un an plus tard, elle en devient la PDG tandis que son mari, avec qui elle est copropriétaire de l'entreprise, en est le directeur technique,,. Sous sa direction, PB Swiss Tools se diversifie dans le domaine des dispositifs médicaux, poursuit son expansion en Chine et au Japon, et investit beaucoup dans l'automatisation,.

### Autres mandats
Entre 2001 et 2005, elle est vice-présidente de la banque locale Clientis Bernerland Bank,. En 2003, on lui propose la présidence de cette banque, mais elle la refuse faute de temps.
Elle est membre de plusieurs conseils d'administration. Elle est notamment présidente du conseil d'administration de l'hôpital régional de l'Emmental de 2009 à 2019, où elle pose des jalons stratégiques importants et met en place le nouveau système de financement des hôpitaux (Swiss DRG). Elle est également membre du conseil d'administration de la Banque cantonale bernoise de 2016 à 2019. Elle démissionne officiellement pour des raisons personnelles, mais la Berner Zeitung a supposé que sa participation à une action publicitaire d'une banque concurrente, Credit Suisse, en était la raison. Eva Jaisli s'est en effet fait représenter dans un portrait sponsorisé, qui est apparu sous forme de vidéo et dans un supplément de la NZZ. En 2014, le Crédit Suisse avait également joué un rôle déterminant dans le refinancement de l'Hôpital de l'Emmental.
Eva Jaisli est une membre active de plusieurs organisations patronales suisses. Depuis 2009, elle est membre du comité directeur de Swissmem, l'association de l'industrie suisse du métal, de l'électricité et des machines. Elle en devient la vice-présidente en 2019. Depuis 2010, elle est également vice-présidente de Switzerland Global Enterprise, une importante organisation de promotion des exportations, dont elle était membre du conseil d'administration depuis 2009. Depuis 2019, elle fait également partie du comité directeur d'Économiesuisse.

### Promotion de la diversité au sein des entreprises
Eva Jaisli est connue pour son engagement en faveur de la diversité dans la vie professionnelle,,.
Son entreprise de l'industrie métallurgique, secteur généralement dominé par les hommes, atteint une proportion de femmes de 30 % à tous les niveaux. Pour cela, elle ne mise pas sur un quota, mais sur une bonne culture d'entreprise, qui implique non seulement d'engager des jeunes femmes comme polymécaniciennes mais aussi de permettre aux cadres de travailler à temps partiel. La diversité au sein de l'entreprise, qui inclut l'ethnie, l'âge et la formation, est importante pour augmenter la loyauté des collaborateurs et pour fabriquer des produits qu'un public varié veut acheter et utiliser. L'entreprise emploie ainsi également des personnes handicapées, des chômeurs et des demandeurs d'asile. Cet engagement social contribue à l'ancrage régional de l'entreprise, sur lequel Eva Jaisli insiste souvent,.

## Distinctions
La faculté d'économie et de sciences sociales de l'Université de Berne lui décerne un doctorat honoris causa en 2015 pour son aptitude à diriger avec succès une entreprise suisse riche en traditions (PB Swiss Tools) et bien implantée localement, qui emploie au moins 30 % de femmes dans un domaine habituellement réservé aux hommes.
En 2015, elle reçoit la Médaille d'honneur de la ville de Berthoud pour son engagement en faveur des soins médicaux dans l'Emmental.
En 2017, elle arrive en troisième position du classement de la Handelszeitung et de l'Association suisse des cadres pour l'entrepreneur de l'année.

## Publications
- (de) Claudia Kraaz (dir.), Nachhaltig leistungsfähig bleiben : Praxis-Tipps für den Business-Marathon, Berlin Heidelberg, Springer, 2021 (ISBN 978-3-662-62864-5 et 3-662-62864-3, OCLC 1260139541, lire en ligne), « 12. Jeder muss sich aktiv um seine Gesundheit kümmern »